# 알렉시스 팁턴
알렉시스 팁턴(영어: Alexis Tipton, 1989년 ~ )은 미국의 성우이다. 일본 애니메이션 《바보와 시험과 소환수》의 미즈키 역, 《나는 친구가 적다》의 시구마 리카 역, 《데이트 어 라이브》의 쿠루미 역, 《강철의 라인배럴》의 에미 역이 대표작이다.

## 성우 출연작 목록

### 일본 애니메이션
- 강철의 라인배럴 - 키자키 에미
- 강철의 연금술사: 밀로스의 성스러운 별 - 줄리아 크릭턴
- 나는 친구가 적다 - 시구마 리카
- 데이트 어 라이브 - 도키사키 구루미
- 로자리오와 뱀파이어 - 아카시야 모카
- 바보와 시험과 소환수 - 히메지 미즈키
- 새벽의 연화 - 유노
- 섬란 카구라 - 이카루가
- 세키레이 - 무스비
- 셀렉터 인펙티드 위크로스 - 마유
- 악마의 리들 - 이치노세 하루
- 어떤 마술의 금서목록 - 카자키리 효우카
- 유리쿠마 아라시 - 쓰바키 구레하
- 진격의 거인 - 미나 카롤리나
- 프리즌 스쿨 - 미도리카와 하나